# Penguin Lagoon
Die Penguin Lagoon (englisch für Pinguin-Lagune) ist eine 200 m breite und 120 m lange Lagune auf der Ostseite von Inexpressible Island vor der Scott-Küste des ostantarktischen Viktorialands. Sie liegt 500 m südlich des Winterlagers der Nordgruppe um Victor Campbell bei der Terra-Nova-Expedition (1910–1913) des britischen Polarforschers Robert Falcon Scott.
Vittorio Libera benannte die Lagune im Zuge einer von 1988 bis 1989 durchgeführten italienischen Antarktisexpedition. Namensgebend ist eine hier ansässige Kolonie von Adeliepinguinen.